# Ferrerons (l'Esquirol)
Ferrerons és una masia de l'Esquirol (Osona) inclosa a l'Inventari del Patrimoni Arquitectònic de Catalunya.

## Descripció
Masia de planta rectangular que consta de planta baixa, primer pis i golfes. És coberta a dues vessants amb carener perpendicular a la façana a la qual és orientada a migdia. Presenta un portal rectangular a la planta i un altre al 1er pis que dona als porxos, adossats en diagonal a la façana. Al davant hi ha una petita lliça envoltada de corrals i tancada per un portal que es troba a la part de llevant de l'edificació. És construïda amb pedra picada de color verd oliva a la part baixa, a un metre aproximadament del terra, la resta és de tàpia. Les obertures i els elements de ressalt són també de pedra picada. L'estat de conservació és dolent.

## Història
Masia tradicional del terme de l'Esquirol que no trobem registrada en el fogatge de 1553. En canvi tenim dades constructives que ens permeten datar reformes i ampliacions de la mateixa. Aquest mas pertany al gran patrimoni dels Comermena de Sescorts que s'uniren als Masgreu de Savassona al segle xix. El mas fou reformat per en Francesc Comermena a l'any 1714, fou segurament quan es construïren els porxos puix que aquesta data es troba en aquell indret. El portal de la lliça duu la llegenda següent:"Francisco Torra Comermena i Güell, 1831".